# Francis Coates Jones
Francis Coates Jones, né le 25 juillet 1857 à Baltimore et mort le 27 mai 1932 à New York, est un peintre américain.

## Biographie
Francis Coates Jones naît le 25 juillet 1857 à Baltimore. Il étudie auprès de Boulanger et de J. Lefebvre à Paris puis à l'École des Beaux-Arts. Il devient membre de la National Academy of Design en 1894. Il est médaillé en 1901 à Buffalo, et en 1904 à Saint Louis.
Francis Coates Jones meurt le 27 mai 1932 à New York.